# Association Sportive Manu-Ura
L'Association Sportive Manu-Ura è una società calcistica di Tahiti. Milita nella Tahiti Division Fédérale, la massima divisione del campionato nazionale.
Ha partecipato a tre edizioni dell'OFC Champions League, la coppa dei Campioni dell'Oceania.
Ha una sezione di football americano che ha vinto il campionato tahitiano nel 2015 e nel 2021.

## OFC competitions
- 2004/2005: Fase a gruppi
- 2007-2008: Fase a gruppi
- 2008-2009: Preliminari

## Palmarès
- Tahiti Division Fédérale: 5

1996, 2004, 2007, 2008, 2009
- Tahiti Cup: 2

2003, 2005
- Tahiti Coupe des Champions: 1

2008
- Coppa dei territori francesi del Pacifico: 2

1996, 2004
Il club vanta anche tre partecipazioni alla Coppa di Francia nelle stagioni 2003/04, 2005/06 e 2009/10.

## Rosa 2008/2009
| N. |                   | Ruolo | Calciatore           |
| -- | ----------------- | ----- | -------------------- |
| 1  | Tahiti (bandiera) | P     | Jonazionehan Torohia |
| 2  | Tahiti (bandiera) | D     | Hiroana Poroiae      |
| 3  | Tahiti (bandiera) | D     | Rex Faura            |
| 4  | Tahiti (bandiera) | D     | Jean Yves Li Waut    |
| 5  | Tahiti (bandiera) | D     | Philippe Moretta     |
| 6  | Tahiti (bandiera) | C     | Tamatoa Tauihara     |
| 7  | Tahiti (bandiera) | C     | Henri Tapea          |
| 8  | Tahiti (bandiera) | C     | Vetea Tepa           |
| 10 | Tahiti (bandiera) | A     | Auguste Washetine    |
| 11 | Tahiti (bandiera) | A     | Hiashi Kake          |

| N. |                   | Ruolo | Calciatore               |
| -- | ----------------- | ----- | ------------------------ |
| 14 | Tahiti (bandiera) | C     | Stephane Tauirau         |
| 15 | Tahiti (bandiera) |       | Vetea Tetuanui           |
| 16 | Tahiti (bandiera) | P     | Daniel Tapeta (Capitano) |
| 17 | Tahiti (bandiera) |       | Adrien Taero             |
| 18 | Tahiti (bandiera) | P     | Dave Peni                |
| 20 | Tahiti (bandiera) |       | Billy Mataitai           |
| 22 | Tahiti (bandiera) |       | Temarama Tauihara        |
| 23 | Tahiti (bandiera) |       | Jean Paul Faura          |
|    | Tahiti (bandiera) | C     | Axel Temataua            |